# Hubert Abel
Hubert Abel (* 6. Juni 1927 in Bochum; † 9. April 2018 in Wiesbaden) war ein deutscher Mediziner.

## Leben
Hubert Abel war der Sohn von Anna Abel, geborene Meyerhans, und des Rektors Josef Abel. Er studierte an der Ludwig-Maximilians-Universität München, an der er 1952 mit der Dissertationsschrift Über Resistenzbestimmungen von Tuberkelbakterien gegen TbI/698, Streptomycin und Paraaminosalizylsäure <PAS> mit Hilfe der Objektträgerkultur nach Pryce zum Dr. med. promoviert wurde. Von 1954 bis 1956 war er am Physiologischen Institut der Ruprecht-Karls-Universität Heidelberg tätig. Danach arbeitete er ab 1956 in Mainz an der Medizinischen Klinik. 1961 habilitierte er sich mit der Habilitationsschrift Das orthogonale Elektrokardiogramm an der Johannes-Gutenberg-Universität Mainz und wirkte anschließend ab demselben Jahr als Privatdozent und war ab 1963 an der II. Medizinischen Klinik tätig. 1968 wurde er zum außerplanmäßigen Professor ernannt. Von 1965 bis 1992 war er Chefarzt der Medizinischen Klinik des St. Josefs-Hospital Wiesbaden und von 1985 bis 1992 Ärztlicher Direktor dieses Krankenhauses.
Er war Mitglied zahlreicher in- und ausländischer Gesellschaften und war 1974 Präsident beim I. Internationalen Kongreß für Elektrokardiologie in Wiesbaden.
Hubert Abel war katholisch, Familiar des Deutschen Ordens und seit 1956 mit der promovierten Ingrid Abel, geborene Schmidt, verheiratet und hatte drei Kinder (Ludger, Ulrike und Joachim).

## Veröffentlichungen (Auswahl)
- Electrocardiologie. I (1976), II (1977) und VI (1981).